# Валтер Функ
Валтер Функ (на немски: Walther Funk) е германски политик, който служи като министър на икономиката на Райха в кабинета на Хитлер от 1938 до 1945 г.
Съден като военнопрестъпник от Международния военен трибунал в Нюрнберг. Получава доживотна присъда, но е освободен поради влошено здраве през 1957 г. Умира три години по-късно.

## Произход и образование
Функ е роден в търговско семейство през 1890 г. в Данцекмен (днешна руска област Калининград) в Източна Прусия. Той е единственият от обвиняемите от Нюрнберг, роден в бившите източни територии на Германия. Син на Висенбаумайстер Валтер Функ старши, и съпругата му Софи. Завършва право, икономика и философия в Университета „Фридрих-Вилхелм“ в Берлин и университета в Лайпциг. През Първата световна война се присъединява към пехотата, но е освободен като неспособен да служи през 1916 г. През 1920 г. Функ се жени за Луис Шмид-Сибен. След края на Първата световна война работи като журналист и през 1924 г. става редактор на дясноцентристкия финансов вестник Berliner Börsenzeitung.

## Политика
Функ, който е националист и антимарксист, напуска вестника през лятото на 1931 г. и се присъединява към нацистката партия, сближавайки се с Грегор Щрасер, който организира първата му среща с Адолф Хитлер. Отчасти поради интереса си към икономическата политика, той е избран за Райхстага през юли 1932 г., а в рамките на партията е председател на комисията по икономическа политика през декември 1932 г., пост, на който не се задържа дълго. След като нацистката партия се изкачва на власт, той се оттегля от позицията си в Райхстага и става главен пресслужител на Третия райх.

### В Третия райх
През март 1933 г. Функ е назначен за държавен секретар (Staatssekretär) в Министерството на общественото просвещение и пропагандата (Reichsministerium für Volksaufklärung und Propaganda). През 1938 г. той поема поста на главен пълномощен представител по икономиката (Wirtschaftsbeauftragter). Също така става министър на икономиката на Райха през февруари 1938 г., замествайки Ялмар Шахт, който е отстранен през ноември 1937 г. Шахт е освободен в борбата за власт от Райхсмаршал Херман Гьоринг, който бързо привързва министерството към своят Четиригодишен план.

### Конфискация на еврейска собственост
В Нюрнберг, Функ е обвинен от съюзниците, че е активно замесен в държавната конфискация и разпореждане с имуществото на германските евреи. Той се хвалел, че до 1938 г. германската държава е конфискувала еврейска собственост на стойност 2 милиона марки, като е използвала постановления от Хитлер и други висши нацисти, за да принудят германските евреи да предадат имуществото си на държавата, ако са емигрирали, като например данък на Райха. Те са принудени от Гьоринг да платят за щетите, причинени от нацистите, на собствеността си след Кристалната нощ и все повече лишени от личното им богатство и активи, когато наближава Втората световна война.

### Райхсбанк
През април 1938 – март 1939 г., Функ е директор на мултинационалната банка на международните разплащания в Швейцария, а през януари 1939 г. Хитлер назначава Функ за председател на Райхсбанк, като заменя Шахт. През септември 1943 г. е назначен в Централния съвет за планиране.

## Нюрнбергски процеси
Въпреки лошото си здраве, Функ е съден с други нацистки лидери в Нюрнбергските процеси. Обвинен в заговор за извършване на престъпления против мира, планиране, иницииране и водене на войни от агресия, военни престъпления и престъпления срещу човечеството, той твърди, че въпреки титлите си, има много малко власт в режима. В Нюрнбергските дела, американският главен прокурор Робърт Джаксън нарича Функ „Банкерът на златните зъби“, като се позовава на практиката за извличане на златото от зъби на жертвите на нацистките концентрационни лагери и да предава зъбите на Райхсбанк, за да се стопят, за да добият кюлчета. Много други златни предмети са откраднати от жертви, като бижута, очила и пръстени. Гьоринг описва Функ като „незначителен подчинен“, но документални доказателства и неговата военновременна биография, са използвани срещу него по време на процеса, което води до неговата присъда по точки 2, 3 и 4 на обвинителния акт и присъдата му е доживотен затвор.
Функ е отведен в затвора „Шпандау“, заедно с други висши нацисти. Той е освободен на 16 май 1957 г. поради влошено здраве. Той прави едноминутен разговор с Рудолф Хес, Алберт Шпеер и Балдур фон Ширах, преди да напусне затвора. Валтер Функ почива три години по-късно в Дюселдорф от диабет.